# Камінь-Каширський
Ка́мінь-Каши́рський (колишні назви — Камінь до XVII ст., у XVII—XX ст. — Камінь-Коширський) — місто у Волинській області, центр Камінь-Каширського району і Камінь-Каширської громади.

## Назва

### Етимологія
Найбільш ймовірно що назва означує територію, де знаходилося багато каменю, скажімо, кремнію або окремих валунів - твердої гірської породи, принесеної колись льодовиком.
Інша версія, яка є сумнівною, трактує слово "камінь"  так - збудована в цих місцях дерев'яна оборонна споруда була такою міцною що відповідала камінній стіні.
Друга частина назви — Каширський (Коширський, Кошерський) — походить від того що місто певний час перебувало у власності князів Сангушків - Кошерських, які йменували себе Кошерськими від назви свого родиного гнізда Кошера. Коли останій із роду Сангушків - Кошерських Адам — Олександр помер без спадкоємців по чоловічій лінії, то Красицькі, нові власникі Каменя, почали йменувати його Каменем-Коширським, щоб відрізнити від інших поселень з такою назвою. Зміна "о" на "а" в слові "Коширський" відбулося внаслідок русифікації.
Професор Олескандр Цинкаловський пояснює що "кошера" - це будівля для війська при замках, або для худоби, тобто таке визначення вказує на те що тут була розміщена військова сила.
М. Теодорович пише у своїй книзі, що на місці сучасного Каменя - Каширського існувала фортеця для північного захисту рубежів Володимир - Волинського князівстава й називалося Каменем, а саме містечко навколо нього - Кошером. Ці назви згодом об'єдналися.

## Географія
Поліське місто Камінь-Каширський розташоване на річці Цир. До облцентру можна дістатися автошляхом М19, який збігається із єврошосе E85 та згодом переходить у Т 0311. (До 2006 року не можна було потрапити через єврошосе).

## Історія

### Заснування
Першими згадками міста Камінь-Каширська, а тоді ще просто Камінь чи Камень, про що дізнаємося з Галицько-Волинського літопису:
У рік 6718 [1210]. У той же рік прийшов до Белза Лестько, [князь лядський], якого переконав Олександр [Всеволодович], — бо Олександр не сприяв обом Романовичам, а хотів [їм] зла, — і забрав Белз [у Василька], і дав Олександрові. Але бояри не зрадили [Романовича], а пішли всі з князем Васильком у Каменець.
Хоча через форму «Кам'янець», а не «Камінь» та значну поширеність подібних назв міст у Волинській землі тяжко сказати точно, чи мова тут за Камінь-Каширський. У Королівстві Руському тоді було декілька міст із назвою Кам'янець — Кам'янець-Волинський зараз у складі селища Миропіль на Житомирщині, Кам'янець-Литовський (нині — місто Кам'янець), Берестейської області Білорусі, Кам'янець/Камінь-Каширський (нині — місто Камінь-Каширський). Утім, наведена нижча цитата як за контекстом подій, так і за формою назви міста більше нагадує Камінь-Каширський:
У рік 6770 [1262] …Припом'янув Миндовг [також], що Василько-князь із богатирем [Бурондаєм] пустошив землю Литовську. І послав він рать на Василька, і пустошили вони довкола [города] Каменя 316. Але князь Василько не поїхав услід за ними, тому що сподівався він другої раті. Він послав за ними [воєвод] Желислава та Степана Медушника. І гонили вони вслід за ними аж до [ріки] Ясольди 317, але не догнали їх, бо рать [литовська] була мала, — вони тільки набрали були здобичі, і тому й одійшли спішно.
Та також наступна:
У рік 6784 [1276] …А після цього Тройден, пославши свого брата Сирпутія, пустошив довкола [города] Каменя 340. Володимир же за це, пославши [рать], узяв у нього Турійськ на ріці на Німані і села довкола нього забрав.
Отже, імовірно, засноване у XIII ст. місто Камінь, уже точно з початку XV ст. фіксується у джерелах з назвою близькою до сучасної «до имєнья князя Коширского, Каменіа» (1537), «в Камєни княза Кошєрського» (1545), Камінь-Кошарський (1629) [Шульгач 2001, 60].

### Галицько - Волинське князівство
Князь Роман Мстиславович правив Волинською землею з 1173  по 1205 роки. Його турботою став захист рубежів Волинської землі, зокрема і північних кордонів. Він будує переважно дерев'яні фортеці, які утворюють ланцюг міцної оборони. Зокрема на рубежі Берестьє, Пинск, Чорторийськ, Корчеськ, очевидно частиною цього обороного рубежу стали укріплення в Камінь-Каширському, Ратному та інші.
1196 року київські князі разом із найнятими вояками "чорними клобуками" у міжусобній боротьбі, попустошили та попалили волость князя Романа довкола Каменця, набравши здобичі у вигляді людей та худоби.
1262 року Литва воювала із Польшою. Литовський князь Миндовг згадавши якісь старі образи посла війська на Волинь, де вони опустошили все "довкола (города) Каменя". Князь Василько послав на нападників дружиників на чолі з воєводою Желиславом, та Степаном Медушником, які далеко гнали литовців, що поспішно втікали.
у 1276 році литовський князь - Тройден, мстячись Володимиру - сину Василька, поповнивши своє військо прусами, знову грабував довкола Каменя. Володимир послав свої війська на Тройдена, захопив його міста. Після цього підкреслюється в літописі, "... вони обидва замирилися і стали у великій приязні".

### Велике князівство Литовське
Після смерті останнього Волинсько - Галицького князя Юрія II (Болеслава) сусідні ятвязькі та литовські племена, а особливо польські королі стали об'єктом експансії на Волинь. 1340 року на Волині став князювати Любарт - син великого князя Гедиміна. Любарт став волинським князем за правом спадковості, тому що був одружений з волинською княжнею Бушею (Богуслава), прийняв православ'я та ім'я Дмитрій. Литовці того часу мали нижчий рівень культури тому переймали як віру, так і мову якою писали литовські статути. Любарт шанував і захищав інтереси українських родів. 1366 року внаслідок військових дій польського короля Казимира частину Волинської землі відійшло до Полші, зокрема і Ратне, тому  Камінь - Каширський хоч і лишається як частина Волинської землі проте стає прикордонним містом.
Аби укріпити кордони Любарт почав відновлювати фортецю, закінчити вдалося 1366 році. Фортецю було оточено земляним валом, змінив дерев’яні стіни на кам’яні, і збудовано бійниці, склади для амуніції та провіанту.

В писемних джерелах згадується  місто як володіння литовських князів Сангушків-Каширських. Оскільки ще наприкінці XIV ст. по 1392 році існувало удільне Кошерське князівство назву якого дістало від столиці Кошер так і місто Камінь у підлеглості до цього князівства отримало прикметник Каширський. Рід Сангушків М. С. Грушевський називає українізованим, які дотримувалися православної віри. Цей рід належав до хоругвових панів, тобто мали виставляти певне число воїнів під своєю "фамільною" хоругвою, а не під загальною хоругвою повіту. Сангушко був вірний королю, проте під впливом всезагальної на Волині симпатії до Свидригайла пристає до нього і з 1438 року підтримує його. У відповідь на це у 1441 році Казимир відбирає у Сангушка Ратне, тому той напав на замок і вбив там королівського намісника, на що той відповів тим що забрав у Сангушка Камінь - Каширський і передає Дереславу - старості холмському. Вигнанцеві, у якого відібрали маєтності змушений був покоритися королеві, після чого той повернув Ратне та Камінь - Каширський.

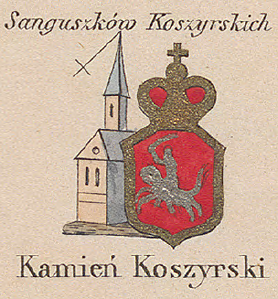
Камінь-Каширський на мапі Зигмунда Герстмана

1430 року через те що в місті йшла жвава торгівля, розвивалися ремесла Камінь - Кашиську був наданий привілей яким він переводився із права польського, руського на тевтонське, магдебурзьке (підтверджене згодом у 1600 році). Цим правом забезпечувалась самоуправність міста. В центрі була збудована невелика ратуша. Місто мало проводити тижневий ярмарок. Біля міста, на мосту через річку Цир, брали подать - мостове. Через те що сусіднє місто Ратне було забране поляками, торгівля в місті підупала. купці не користувалися цими шляхами у зв'язку із забороною литовських князів, які воліли збирати податки у своїх містах, а не платити його полякам. Проте з часом ці торгові шляхи відкрилися.
1540 році Андрій Сангушко одружується на Ганні Василівній Хребтович, за що отримав посаг золотом, сріблом, загалом тисячу кіп грошей литовських і записав ці кошти "жінці моїй милій на замку моєму родиному в Камені".  Імовірно цей замок постав на місці де раніше була давня фортеця яку будував ще Роман Мстиславович. Було зроблені додаткові насипи землі на цей раз матеріалом для фортеці стала цегла під назвою "литовка" довжиною -  30 см., шириною - 16 см., висотою - 10 см. Навколо оборонної споруди височів цегляний мур. Сама фортеця мала не так вже й багато 12 бійниць. Тут же були кліті з боєприпасами та продовольством, з північного боку перед муром глибокий колодязь.
Міжусобні війни між князями ставалися дуже часто, за те хто буде збирати податки із земель. 1544 року була спроба владнати суперечки із Сангушками - Ковельськими, проте конфлікти так і не припинялися. 1559 року Андрій Сангушко придбав у власність поселення Любешів. 1565 року князь Чарторийські, не владнавши суперечки із Сангушками - Кошерськими, напали на місто, вбивали мешканців, завдали руйнувань.

### Річ Посполита
За Люблінською унією 1569 року Камінь-Каширський і навколишні території переходять під владу Польщі. Було утворене Волинське воєводство.
У 1570 році в поселенні було 48 селянських дворів і налічувалося 288 жителів. 
Селяни Полісся  особливо відчули тягар повинностей у новому державному утворенні - Речі Посполитій. Князі Сангушки були після князів Острозьких і Збаразьких найбільшими землевласниками на Волині. Правове становище рядового селянина визначалося Литовським статутом, а вже після Люблінської унії законами Речі Посполитої. Відповідно до нового законодавства, власником землі міг бути лише шляхтич. В "Уставі на волоки" зазначалося що не тільки майно селянина належить феодалові, а й сам селянин. 1573 року Польський король Генріх Валуа ввів необмежену панщину у маєтках, а в Литовському статуті 1588 року повністю закріпачувалося селянство.
Під час перепису 1583 року міський перепис показав, що в місті знаходилося 76 дворів, 69 з них були селянськими і мешкало 456 жителів. Також у місті було дві корчми. Корчма на той момент була не тільки місцем розваг, а й готелем.
Часто землі і цілі поселення здавалися в оренду, що ставило поселення ще в гірші умови. Орендатор витягував з селян кошти не тільки  для оплати за оренду власникові, а ще й для власного збагачення. Так у 1596 році Камінь-Каширський був відданний в оренду єврею А. Шмойловичу, в інших джерелах Пейсаху на 5 років за 5 тисяч злотих. Становище простого люду було катастрофічним і він утікав у інші маєтки, або подавався на південь на Запоріжжя до козаків. Були такі, які втікали в глиб болотистої пущі, де їх було важко виявити і там разом із сім'ями господарювали. Проте таких відшуковували, та й в документах Сангушків ми знаходимо справу, де ті вимагали повернути втікачів назад.
Втікачі від феодального свавілля поповнювали загони козацьких повстанців. Саме в 1595 році розгорілося повстання яке очолив Северин Наливайко та Григорій Лобода. Сотні Наливайка в одному із походів на Волинь пройшли і Каменем, де поповнили свої ряди за рахунок місцевих жителів, котрі вбачали порятунок у цій боротьбі.
1607 року місто спіткала ще одна трагедія, велика пожежа знищила практично все місто. За свідченням Івана Жуковецького, який перебував тоді у князівстві Кошерському і все бачив на власні очі, пожежа розпочалася від удару блискавки та великого вітру, який роздмухував полум'я.  В акті Жуковецького зазначається, що згоріло 65 будинків, також 9 будинків ринкових, згоріло три церкви і три попівські будинки. Вперше зустрічаємо навчальний заклад - "школа жидовская згорела". Це був великий удар по місту і лише через 20 років відновилася попередня чисельність.
Після Берестейської унії  1596 року посилилося окатоличення населення. Останній із роду — волинський та подільський воєвода князь Адам Олександр Санґушко у 1628 р. заснував у місті домініканський монастир.

##### Повстання Богдана Хмельницького
Повстання Богдана Хмельницького та перемога над польським військом під Корсунем та Жовтими Водами на Камінь-Каширській землі викликало піднесення українського духу, національної свідомості. З липня 1648 року на Волині з'являються загони Максима Кривоноса, один із його відділів чисельністю понад сотню козаків підійшов під фортецю Каменя-Каширського, котра була на підвищені, оточена земляними валами. Із майже півтора десятки бійниць мали стріляти декілька гармат і гаківниць. Тут у замку було достатньо вояк, аби чинити спротив, але козацтво швидко захопило фортецю. Замок фактично був зруйнований, зброю, котру здобули, забрали на потреби козацтва, роздали селянам.
Після відходу козаків Кривоноса сюди ввійшли загони шляхти. Розпочалося слідство. Виявлених помічників козацтва, які не пішли з Кривоносом, страчували. Та через рік шляхта знову утікала. Козацькі загони вдруге з ходу оволоділи, правда напівзруйнованим Камінь-Каширським замком, захопили трофеї.
Після поразки під Берестечком 1651 року у Білій Церкві був підписаний мир, згідно з яким Волинь поверталася під польську корону, в Камінь-Каширський знову повернулася шляхта. Хоча ще боротьба відбувалася, проте міста вона вже не стосувалася.
Після смерті Адама Олександра Санґушка у 1653 році, Камінь-Каширський перейшов до роду Красицьких і був у їхній власності понад 200 років. Очевидно, що знищення фортеці, військові сутички та розправи, котрі відбулися в місті, призвело до занепаду міста, а те, що місто перейшло до нових власників, не дало йому нових поштовхів до розвитку. Шляхта ще більше зневажала простих людей що призводило до сутичок, що призвело до занепаду країни загалом. Наступні десятки років не має жодних згадок про місто.

### Російська імперія
Після III поділу Польщі  у 1795 році Камінь-Каширський і прилеглі території увійшли до складу Росії, Волинської губернії, Ковельського повіту, де став центром волості з 1797 року. Обіймав своїми владними структурами 4 гміни - Камінь - Каширський, Велику Глушу, Боровне та Сошичне.
1803 році царський уряд видав указ про звільнення селян від панщини, проте якщо пан хоче добровільно відпустити людину, тому цей закон так і не запрацював. Інший закон -1818 року - все таки примушував кількість днів примусової праці селянина, більше того, кріпаки - селяни отримали право продавати свої землеробські продукти. Проте становище від цих паперових рішень, аж ніяк не поліпшувалося. У тому 1818 році жителі Каменя - Каширського пишуть скаргу про утиски місцевих землевласників і подають її Волинському губернському прокурору. Міщани благали захистити їх від Красицького та інших шляхтичів котрі жорстоко поводились з ними. Але відповідь була негативною, а тих хто виступав забрали в рекрути. 1837 року було зібрано людей міста вибрали представників аби ті пішли в Москву і виклали справу перед царським урядом. Та далеко вони не доїхали, вже за Ковелем їх заарештували і під конвоєм повернули назад. Проте місцевий люд коли дізнався вийшов навперейми в кількості 200 чоловік до с.Нуйно і після сутички ходаки були звільнені. у 1840 році понад 300 людей перестали відробляти панщину, а зібравшись на ринку, вимагали поліпшення свого становища.
Сім'я Красицьких понад два століття володіла містом. проте згодом продала поміщику з Раків Лісу Едмонду Орді. Останній мав у власності село Раків Ліс. Проте Е. Орда наробив багато боргів, і помісття шляхом конкурсу продали дружині полковника Анні Орді. Остання продає маєток І. Красицькому, а той продає Камінь - Каширський Смолянському.
У 1832 р. царська влада закрила домініканський монастир, зробивши кляшторний костел парафіяльним. У 1830—1837 рр. споруду було перебудовано.
У травні 1852 року сталася жахлива пожежа, яка знищила 34 будинки. Вона призвела до значного зменшення населення.
Після скасування кріпосного права у 1861 році, не відбулося помітного покращення життя. За землю, яка мала стати їхньою власністю, потрібно було платити великі кошти. так із 604 десятин землі 1848 року після реформи лишилося тільки 454 десятини, та й то найгіршої.
1862 року відкривається народна школа, у 1882 році її називали однокласним народним училищем, проте елементарну грамоту можна було освоїти.
Місто в І половині XIX ст. нараховували 500 мешканців в тому числі 57% євреїв. Після відміни кріпацтва в Камені - Каширському, як і в інших містах України почав розквітати капіталізм. Місто на кінець XIX ст. нараховувало 1220 мешканців. У місті діяв водяний млин, було 12 крамниць, 4 рази на рік тут відбувалися ярмарки.
На початок XX ст. назріло соціальне невдоволення, в околицях Каменя - Каширського у селах люди почали силою забирати землю тому відбувалися сутички між селянами та жандармами. У місті у 1906 році зафіксовані підпали будинків дворян, погроми крамниць. Проте імперська влада придушила ці невдоволення.
Певні структурні зміни мали в господарстві міста. Так, перепис 1911 року свідчать, що в Камені - Каширському було волосне управління, міська управа, пошта, телеграф, 20 різного року крамниць, ремісничі кооперативи, склад сільськогосподарських машин, фабрика дахівок, тобто черепиці. У містечку діяло два млина, у тому числі один водяний на р. Цир. У місті нараховувалося понад 80 ремісничих та торгових дворів. Знаходив свій розвиток лісовий промисел. саме заради цього у 1913 році розпочали будівництво з Ковеля залізничні колії, яка через два роки з'явилася надійним транспортним сполученням Камінь - Каширський. У місті проводилися 6 великих ярмарків щорічно.

### І світова війна  та Українські визвольні змагання
Тяжко місто перенесло і першу світову війну. В царську армію з волості було мобілізовано 60% працюючого населення. Майже з кожного господарського двору було конфісковано для потреб армії коней, худобу, збіжжя.
Ціною великих втрат російська армія мала в 1914 і напочатку 1915 роках успіх, однак втрати були колосальними. 82% старшин та 70% солдатів. Через казнокрадство, некомпетентність, через те що не вистачало в армії зброї та боєприпасів у 1915 році німці почали наступ. 27 вересня 1915 року австро-німецькі війська вже були у Камені-Каширському. Встановлювалися нові порядки. Німці забрали останніх коней, конфіскували худобу, змушували населення відробляти різні повинності для ремонту і прокладання шляхів. наведення мостів.
Під час червневого наступу, так званого «Брусиловського прориву», наступ зупинився на річці Стохід. Зрешту фронт між військами, з одного боку російської, другого — австро-угорської та німецької імперій стояв на річці Стохід аж до лютого 1918 року, і проходив через села Тоболи, Рудка-Червинська, Великий Обзир, Оленине, Боровно.
У кінці лютого розгорнулося повстання проти російського імператора до нього 27 лютого приєднався Волинський запасний полк, у якому були вихідці з Каменя-Каширського, оскільки він рекрутувався в основному з Волинян.
Через тимчасове слабку владу в лиці Тимчасового уряду в Петрограді, та Центральної ради у Києві, фронт став сипатися, багато дезертирів почало повертатися до своїх сіл, ті що були на фронті організовувалися в банди та грабували селян. Селяни в свою чергу захоплювали землю, вирубовували ліси, привласнюють майно і т.д. в газеті «Трудова Волинь» писалося: «тепер ніяких законів нема. Все зараз народне, можна брати все, що завгодно».
З 1 січня 1918 року у Берестьє (Брест) прибула українська делегація, котра у ніч з 8 на 9 лютого 1918 року підписала договір згідно яким заклячала мир із Австро-Угорщиною на довоєних кордонах Росії, взамін Україна зобов'язувалася понад один мільйон тонн продовольства. Таким чином Камінь-Каширський перейшов під юрисдикцію Центральної ради.
Проте вже з квітня по грудень місто належало до Української гетьманської держави. Під час цього невеликого правління в місті була спроба відкрити українську школу.
У грудні 1918 року розпочався період Директорії проте також не на довго. Навесні 1919 року Червона Армія на Волині встановлювала радянську владу, проте також не надовго тому що влітку 1919 рокупольска армія окуповує Волинь. Деякий час з липня 1920 тут розмістилися частини 25-ї дивізії радянської Росії, однак у вересні тут з'явилися польські вояки.

### Польська окупація
Після Ризького мирного договору 1921 року Камінь-Каширський знову переходить під владу Польщі і став центром Камінь-Каширського повіту Поліського воєводства. 1923 року в Камені-Каширському було створено повітове староство.
Польський уряд взяв курс на «полонізацію», тому все робили для того щоб на Камінь-Каширщини як і інших регіонах Полісся, не мали впливу українські організації. 1922 року у місті почала діяти культурно - просвітницька організація «Просвіта на Поліссі». Її члени гуртували поборників української ідеї. Були створені невеликі бібліотеки, показували невеликі вистави, проте польська влада в скорому часі їх ліквідувала.
1923 року на центральних вулицях Каменя були прокладені дерев'яні тротуари, котрі слугували до 1928 року, пізніше вулиці почали брукувати,  що й нині слугує людям.
1 січня 1927 року сільська Камінь-Каширська гміна отримала бюджетний статус міської гміни.
Політичні репресії польської влади, національні та соціальні гноблення викликали опір у населення. Поліція  доповідала що на початку 30 - х рр. в селах діють озброєні банди селян, з якими боролася поліція. все це поглиблювало прірву між корінною нацією та поляками котрі обіймали чиновницькі посади, повний штат поліції, суду, майже всі вчителі. Половину міста налічувала єврейська община
Центром міста була торгова площа: її назва відповідала призначенню - Ринок. Тут знаходилися крамниці, аптеки, гуртівні, пекарні, більярдні, торгували зерном, м'ясом, рибою, худобою, деревом, керосином, будівельними матеріалами. Джерельну воду із свердловини, що знаходилась на місці будиночка, якого сучасники називають "водокачка" продавали по одному грошу за відро.
З 1937 року по 1939 рік на міській площі Ринок усією громадою міста і навколишніх сіл зводились «Дім людовий» (будинок культури) що й сьогодні виконую покладені на нього функцію. В цей же ж час зводяться інші різні міські будівлі що слугують містянам і дотепер. Будинок в якому нині знаходиться Будинок дитячої творчості та музей, був зведений наприкінці 30-х років XX ст. і призначався для лікарні. Завершилось будівництво після німецької окупації; тоді в ньому розмістилася військова адміністрація. Після війни там було педагогічне училище, пізніше — середня школа, райвно.

### II світова війна
Друга світова війна розпочалася 1 вересня 1939 року нападом Німеччини на Польщу, того ж дня, розпочалася мобілізація на фронт як поляків так і українських юнаків. 17 вересня СРСР оголосила війну Польщі, а 22 вересня  частини 15 стрілецького корпусу ввійшли вже до міста. Після чого 22 жовтня, у м. Білосток, провели офіційне приєднання до Білоруської РСР, представником від міста була М.І.Островська (Шпанчук). Згодом через позицію населення, національно-патріотичних кіл змусила владу провести часткове розмежування кордонів між Українською та Білоруськими РСР і внести зміни в адміністративно-територіальний поділ. Так 4 грудня 1939 року м. Камінь-Каширський віднесли до українських земель. 27 січня 1940 року його визнано центром однойменного повіту у новоствореній Волинській області. Згодом назву "повіт змінили на "район".
Червень 1941 року увійшли трагічними подіями. Німеччина оголосила війну Радянському Союзу, літаки бомбили місто, пошкодивши зокрема стіну Будинку культури у центрі Каменя, ще декілька будинків постраждало. НКВД в перші дні вбили 18 місцевих жителів, їх позбавили життя без суду, мотивуючи що ті не вчасно прибули на мобілізаційний пункт.
29 червня німецькі частини вступили в місто та почали створювати свою адміністрацію місто було центром Камінь-Каширської округи. Із краю в Німеччину вивозили не тільки продовольство і сировину, а й людські ресурси. З району було вивезено 195 осіб. Також виловлювали колишніх військовослужбовців, колишніх працівників установ багато кого з них було розстріляно.
З 1941 по 1943 роки у місті масово винищували євреїв, після війни перестала існувати єврейська громада. Ще у 1648 році тут було 12 єврейських домів, проживало близько 100 осіб. Наприкінці XIX ст. У Камінь - Каширському євреї становили 57 відсотків від усього населення. Майже половину міста вони складали і в довоєнний час. 1940 року навіть функціонувала загальноосвітня єврейська школа. Перший розстріл відбувся у 27 серпня 1941 року тоді в братську могилу лягло понад 100 чоловік - євреї та військовополонені. У центрі міста створили гетто, спорудили дерев'яну двохметрову загорожу, над якою намотали кілька рядів колючого дроту. Із містечка і навколишніх сіл сюди звозили єврейські сім'ї і закривали їх у бараках. За літо 1942 року їх назбиралося понад 600 осіб. Наступний масовий розстріл відбувся 10 серпня 1942 року приблизна кількість страчених 1700 осіб, серед них знаходились 150 циганів яких до ям підводили цілими таборами. 2 листопада 1942 року розстріляно 815 осіб. Були і інші розстріли, загалом винищуючи євреїв як народ.
Дивлячись на такі звірства народ йшов у підпілля до радянських партизан( керував М. Коніщук), або ж  до українських повстанців (керував М. Ковтюк, Ю. Стельмащук). З літа 1943 року німці вже не контролювали половина сіл району. У ніч з 19 на 20 серпня 1943 року українськи повстанці відтіснили німецький гарнізон котрі швидко відступили. Більше місяця містом управляли українські повстанці. Адміністрацію очолював Устим Кузьменко. В кінці вересня місто оточили радянські партизани О.Федорова і атакували місто, українські повстанці змушені були відступати. Надалі місто переходило з рук в руки декілька разів поки 12 березня 1944 року не ввійшли війська червоної армії.

### Незалежна Україна
1991 року на Всеукраїнському референдумі на підтвердження Акта проголошення незалежності України за незалежність держави проголосувало 94,2 % мешканців району. 1991 року район віднесено до зони гарантованого добровільного відселення (категорія III) постраждалих внаслідок аварії на ЧАЕС.
1996 року рішенням сесії міської ради народних депутатів від 14 вересня 1996 року затверджено проєкт герба, прапора і печатки міста Каменя-Каширського.

## Населення
Населення 12 477 мешканців на 2022 рік.

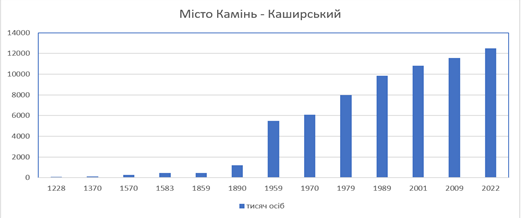

### Національний і мовний склад
| Національність | %      | Належна мова | %      |
| -------------- | ------ | ------------ | ------ |
| українці       | 98,71% | українська   | 99,11% |
| росіяни        | 0,96%  | російська    | 0,77%  |

## Культура

### Освіта
На території міста є дві загальноосвітні школи.
Камінь - Каширське ВПУ

### Релігія
Праславні християни (ПЦУ, УПЦ МП)
Адвентисти Сьомого дня
Євангельські християни Баптисти
Римо католицька церква
Свідки Єгови
Християни віри Євангельської

## Пам'ятки
У центрі Каменя-Каширського — залишки давнього городища «Замок», розташованого на правому березі річки Цир. У 1987—1988 роках археологічні дослідження на території городища проводила експедиція Волинського краєзнавчого музею під керівництвом Панишка Сергія Дмитровича.
- Домініканська спадщина становить найдавніший комплекс пам'яток Каменя-Каширського. Це костел та каплиця, збудовані в першій половині XVII століття. У міжвоєнний період XX століття костел ще використовувався для служб, проте в радянський час був сильно перебудований. У ньому деякий час діяла пекарня. Каплиця розташована поруч. Станом на 2012 рік реставрована зовні. Приміщення колишнього костелу не є пам'яткою, каплиця — пам'ятка архітектури місцевого значення. Належить католицькій громаді міста і нею використовується.
- У центрі міста знаходиться пам'ятка архітектури національного значення церква святого Пророка Іллі, збудована в 1700 році. Дзвіницю церкві надбудували у 1886 році. 1906 року в цій церкві хрестили майбутнього шевченкознавця Євгена Шабліовського. У ніч на 8 квітня 2015 року церква згоріла[12].
- Церква Різдва Пресвятої Богородиці була збудована у 1723 році на кошти місцевого поміщика Івана Красицького. 1880 року один із трьох автентичних куполів переробили під дзвіницю.

У місті є кілька пам'ятників та меморіальний комплекс на честь воїнів Радянської армії. Серед пам'ятників — загиблим євреям Камінь-Каширського гетто, загиблим мешканцям Камінь-Каширщини в Афганістані.

## Постаті
- Склезь Сергій Анатолійович (1976—2014) — матрос Збройних сил України, батальйон тероборони «Волинь».
- Шевчик Анатолій Васильович — український футболіст, Заслужений майстер спорту України[1]. Дворазовий паралімпійський чемпіон 2004 та 2008 років, срібний призер Літніх Паралімпійських ігор 2012 року.
- Санін Олесь Геннадійович — український кінорежисер, актор, оператор, продюсер і музикант. Лауреат державної премії України імені Олександра Довженка.
- Шабліовський Євген Степанович — вчений-шевченкознавець, директор Інституту літератури ім. Т. Шевченка в Харкові (1933—1935).
- Кмецинський Василь Михайлович — український історик, педагог, краєзнавець, перший директор Камінь-Каширського краєзнавчого музею
- Дем'яник Сергій Валерійович — Герой України. Загинув 29 серпня 2014 року під час виходу з Іловайського котла т. зв. «Зеленим коридором» на дорозі в районі с. Новокатеринівка. 2 вересня тіло Сергія Дем'яника разом із тілами 87 інших загиблих було привезено до запорізького моргу. Був упізнаний бойовими товаришами та родичами.
- Марковська Алла Анатоліївна — українська художниця, оформлювач книжкових видань, графік, письменниця, автор фантастичної літератури.
- Цюрик Микола Володимирович (1981—2022) — солдат 14-ї окремої механізованої бригади Збройних сил України, відзначився у ході російського вторгнення в Україну, учасник Російсько-української війни, Герой України з удостоєнням ордена «Золота Зірка» (посмертно). Загинув 12 березня 2022 р. під час артилерійського обстрілу поблизу с. Наливайківка на Київщині. Похований 15 березня 2022 року на центральному кладовищі міста Камінь-Каширського.
- Ващук Андрій Петрович (1987—2022) — солдат Збройних сил України, учасник Російсько-української війни. Загинув 3 травня 2022 р. під містом Ізюм на Харківщині. Похований 8 травня 2022 року на центральному кладовищі міста Камінь-Каширського.
- Єфімов Олександр Вікторович (1975—2022) — солдат Збройних сил України, стрілець-помічник гранатометника мотопіхотного батальйону. Загинув 4 червня 2022 р. від осколкового ураження в місті Ізюм на Харківщині. Похований 7 червня 2022 року на новому кладовищі по вулиці Воля міста Камінь-Каширського.
- Деркач Андрій Іванович (1978-2022) —  солдат Збройних сил України, 14-ї окремої механізованої бригади. Загинув 13 серпня 2022р. поблизу населеного пункту Соледар на Донечинні. Похований 16 серпня 2022 року в рідному селі Краснилівка.
- Бусько Олександр Юрійович (1989—2022) — солдат Збройних сил України, підполковник Головного управління розвідки Міністерства оборони України. Загинув 23 серпня 2022 р. Похований 26 серпня 2022 року на новому кладовищі по вулиці Воля міста Камінь-Каширського.
- Деркач Володимир Васильович (1964—2022) — солдат Збройних сил України, учасник Російсько-української війни. Похований 8 жовтня 2022 року на центральному кладовищі міста Камінь-Каширського.
- Смітюх Микола Григорович (1983—2022) — солдат Збройних сил України, учасник Російсько-української війни. Загинув 5 жовтня 2022 р. в місті Куп'янськ на Харківщині. Похований 11 жовтня 2022 року на новому кладовищі по вулиці Воля міста Камінь-Каширського.
- Ліпич Олег Володимирович (1982—2022) — солдат Збройних сил України, 68-ї окремої механізованої бригади імені Олекси Довбуша. Загинув у ході тяжких боїв в селі Єгорівка на Донеччині. Похований 26 жовтня 2022 року на центральному кладовищі міста Камінь-Каширського.
- Троцюк Святослав Володимирович (1976—2022) — солдат Збройних сил України, учасник Російсько-української війни. Загинув 4 липня 2022 р. у селі Берестове на Донеччині в результаті мінометного обстрілу. Похований 29 жовтня 2022 року на місцевому кладовищі села Олексіївка.
- Філозоф Василь Григорович (1975—2022) — солдат Збройних сил України, помічник гранатометника, виконував функції навідника. Загинув 7 листопада 2022 р. в селищі Першотравневе на Харківщині. Похований 11 листопада 2022 року на центральному кладовищі міста Камінь-Каширського.
- Карпік Олександр Васильович (1984—2022) — солдат Збройних Сил України, 92-ї ОМБр імені кошового отамана Івана Сірка. Загинув 31 грудня 2022 р. у Сватівському районі на Луганщині. Похований 6 січня 2023 року на центральному кладовищі міста Камінь-Каширського.
- Букало Роман Сергійович (1994-2022) – солдат Збройних Сил України, учасник російсько-української війни. Загинув 17 грудня 2022 р. на острові Великий Потьомкінський в Херсонській області. Похований 12 січня 2023 року на центральному кладовищі міста Камінь-Каширського.
- Смітюх Анатолій Антонович (1972-2023) – солдат Збройних Сил України, учасник російсько-української війни. Загинув 6 травня 2023 р. у Луганській області. Похований 9 травня 2023 року на новому кладовищі по вулиці Воля міста Камінь-Каширського.
- Соловей Станіслав Сергійович (1995-2023) – солдат Збройних Сил України, учасник російсько-української війни. Загинув 5 травня 2023 р. в Донецькій області. Похований 9 травня 2023 року на центральному кладовищі міста Камінь-Каширського.
- Колядюк Артем Іванович (1992-2023) – солдат Збройних Сил України, учасник російсько-української війни. Загинув 13 липня 2023 р. в Запорізькій області. Похований 19 липня 2023 р. на центральному кладовищі міста Камінь-Каширського.
- Дейнеко Сергій Володимирович (1983-2023) – солдат Збройних Сил України, учасник російсько-української війни. Загинув 20 липня 2023 р. в Запорізькій області. Похований 26 липня 2023 р. на центральному кладовищі міста Камінь-Каширського.
- Лесик Сергій Вячеславович (1980-2023) – солдат Збройних Сил України, учасник російсько-української війни. Загинув 15 листопада 2023 р. в Харківській області. Похований 19 листопада 2023 р. на центральному кладовищі міста Камінь-Каширського.
- Юневич Валерій В'ячеславович (1977-2023) – солдат Збройних Сил України, учасник російсько-української війни. Помер захищаючи Україну від російського агресора в Донецькій області. Похований 14 грудня 2023 року на центральному кладовищі міста Камінь-Каширського.
- Коханюк Олег Іванович (1976-2022) – солдат Збройних Сил України, учасник російсько-української війни. Загинув 28 березня 2022 р. в Миколаївській області. Похований 29 грудня 2023 р. на центральному кладовищі міста Камінь-Каширського.
- Гапонюк Олександр Петрович (1977-2023) – солдат Збройних Сил України, учасник російсько-української війни. Загинув 31 грудня 2023 р. в Харківській області. Похований 7 січня 2024 р. на місцевому кладовищі села Підцир'я.
- Нестерук Олег Віталійович (1967-2024) – солдат Збройних Сил України, учасник російсько-української війни. Помер 24 січня 2024 р. у шпиталі міста Новомосковськ, Дніпропетровської області. Похований 28 січня 2024 р. на центральному кладовищі міста Камінь-Каширського.
- Філюк Юрій Іванович (1970-2024) – солдат Збройних Сил України, учасник російсько-української війни. Помер 10 лютого 2024 р. в Донецькій області. Похований 15 лютого 2024 р. на новому кладовищі по вулиці Воля.
- Баранчук Анатолій Леонідович (1979-2024) – солдат Збройних Сил України, учасник російсько-української війни. Загинув 10 лютого 2024 р. в Запорізькій області під час виконання бойового завдання. Похований 20 лютого 2024 р. на центральному кладовищі міста Камінь-Каширського.
- Бірук Олександр Петрович (1980-2024) – солдат Збройних Сил України, учасник російсько-української війни. Загинув 19 лютого 2024 р. в Запорізькій області під час виконання бойового завдання. Похований 23 лютого 2024 р. на центральному кладовищі міста Камінь-Каширського.
- Химчик Віктор Васильович (1975-2024) – солдат Збройних Сил України, учасник російсько-української війни. Помер 25 лютого 2024 р. під час лікування у Волинській обласній клінічній лікарні. Похований 27 лютого 2024 року на новому кладовищі по вулиці Воля міста Камінь-Каширського.
- Лисик Микола Васильович (1993-2024)  – солдат Збройних Сил України, учасник російсько-української війни. Загинув 9 березня 2024 р. в Донецькій області під час виконання бойового завдання. Похований 12 березня 2024 р. на центральному кладовищі міста Камінь-Каширського.
- Федчик Володимир Костянтинович (1977-2024)  – солдат Збройних Сил України, учасник російсько-української війни. Загинув 5 квітня 2024 р. в Донецькій області під час виконання бойового завдання. Похований 14 квітня 2024 р. на новому кладовищі по вулиці Воля міста Камінь-Каширського.
- Малашевський Василь Миколайович (1985-2024)  – солдат Збройних Сил України, учасник російсько-української війни. Загинув 29 квітня 2024 р. в Запорізькій області під час виконання бойового завдання. Похований 4 травня 2024 р. на місцевому кладовищі села Олексіївка.
- Філюк Анатолій Миколайович (1977-2024)  – солдат Збройних Сил України, учасник російсько-української війни. Загинув 29 квітня 2024 р. в Донецькій області під час виконання бойового завдання. Похований 5 травня 2024 р. на центральному кладовищі міста Камінь-Каширського.
- Гембік Іван Валерійович (1994-2024)  – солдат Збройних Сил України, учасник російсько-української війни. Помер 25 червня 2024 року. Похований 26 червня 2024 р. на новому кладовищі по вулиці Воля міста Камінь-Каширського.
- Гочачко Валентин Федорович (1985-2024)  – солдат Збройних Сил України, учасник російсько-української війни. Загинув 21 червня 2024 р. в Харківській області під час виконання бойового завдання. Похований 28 червня 2024 р. на центральному кладовищі міста Камінь-Каширського.
- Матвійчук Руслан Юрійович (1981-2024)   – солдат Збройних Сил України, учасник російсько-української війни.
- Заркуа Володимир Сергійович (1993-2024)   – солдат Збройних Сил України, учасник російсько-української війни. Життя обірвалося трагічно 23 серпня 2024 року у Донецькій області. Похований 28 серпня 2024 року на центральному кладовищі міста Камінь-Каширського.
- Чурак Андрій Васильович (1976-2024)   – солдат Збройних Сил України, учасник російсько-української війни. Життя обірвалося трагічно 9 серпня 2024 року у Сумській області. Похований 3 вересня 2024 року на центральному кладовищі міста Камінь-Каширського.
- Дмитрук Ігор Миколайович (1970-2024)   – солдат Збройних Сил України, учасник російсько-української війни. Життя обірвалося трагічно 24 листопада 2024 року у Харківській області. Похований 27 листопада 2024 року на місцевому кладовищі села Підцир'я.
- Яковяк Дмитро Валерійович (1977-2024)  – солдат Збройних Сил України, учасник російсько-української війни. Життя обірвалося трагічно 19 грудня 2024 року у Донецькій області. Похований 26 грудня 2024 року на центральному кладовищі міста Камінь-Каширського.
- Ніколаєвич Назарій Анатолійович (1990-2024)  – солдат Збройних Сил України, учасник російсько-української війни. Життя обірвалося трагічно 28 грудня 2024 року у Донецькій області. Похований 3 січня 2025 року на центральному кладовищі міста Камінь-Каширського.
- Хільчук Василь Михайлович (1981-2025)  – солдат Збройних Сил України, учасник російсько-української війни. Життя обірвалося несподівано 12 січня 2025 року під час лікування в обласній клінічній лікарні міста Харкова. Похований 17 січня 2025 року на центральному кладовищі міста Камінь-Каширського.
- Пронцевич Андрій Іванович (1991-2025)  – солдат Збройних Сил України, учасник російсько-української війни. Життя обірвалося трагічно 16 лютого 2025 року у Курській області. Похований 23 лютого 2025 року на центральному кладовищі міста Камінь-Каширського.

## Галерея

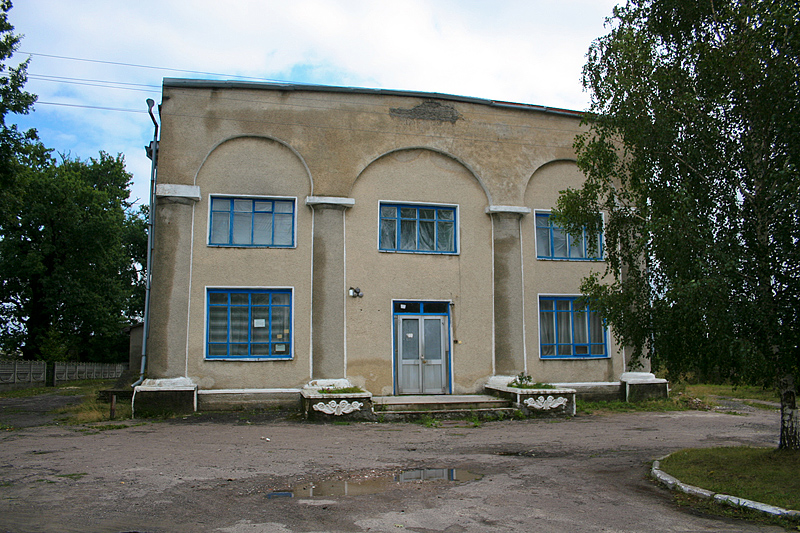
Перебудований колишній костел домініканців XVII століття
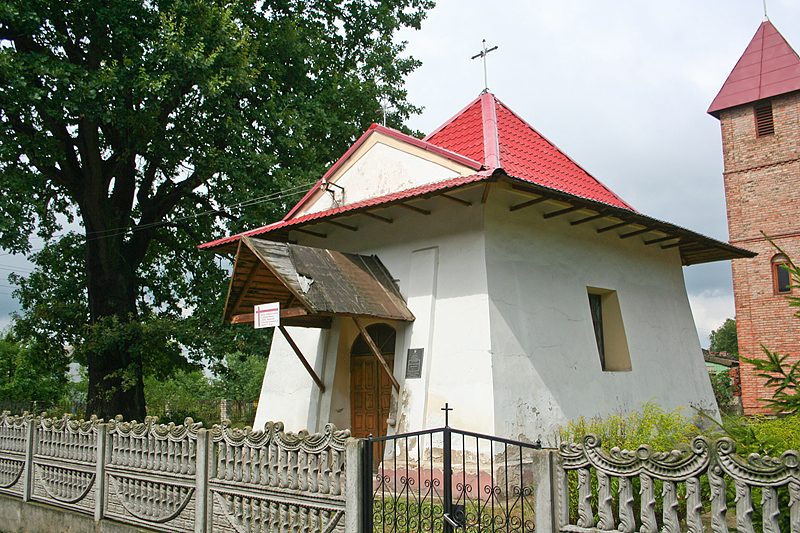
Колишня каплиця домініканського монастиря XVII століття
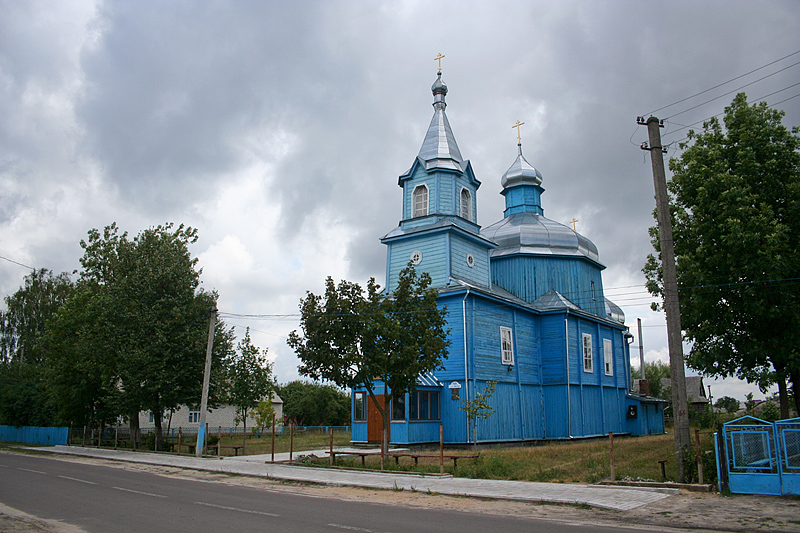
Церква Різдва Пресвятої Богородиці 1723 року
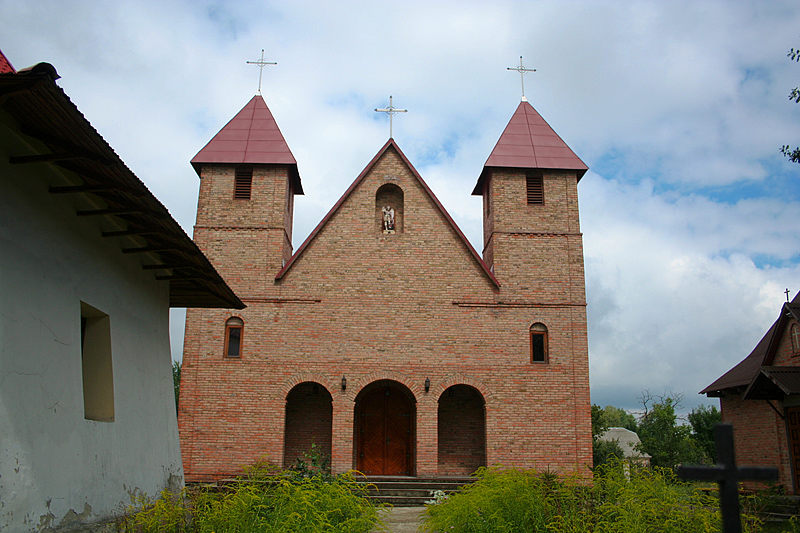
Костел Архістратига Михаїла
Пам'ятник загиблим радянським воїнам
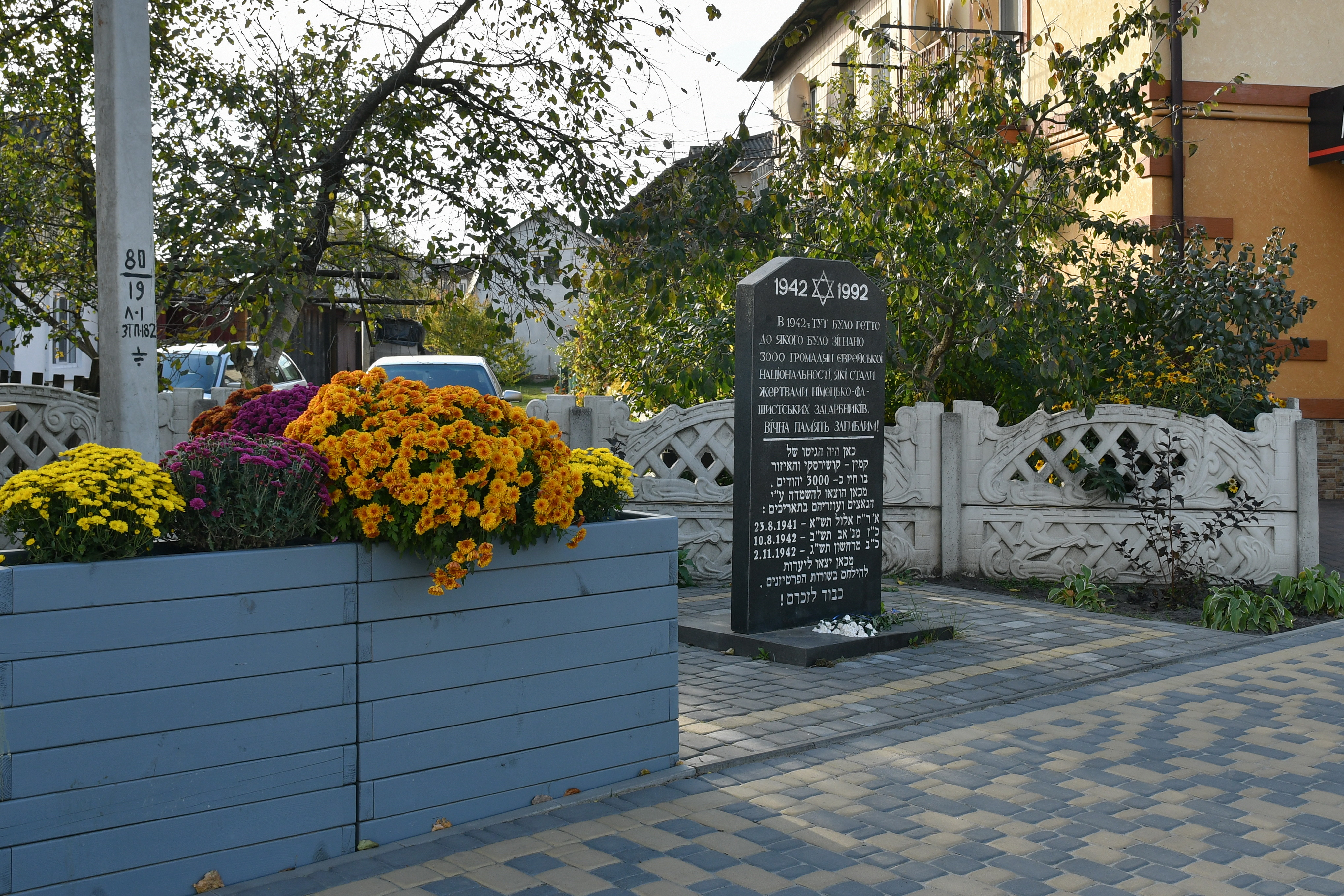
Меморіальний знак на місці гетто
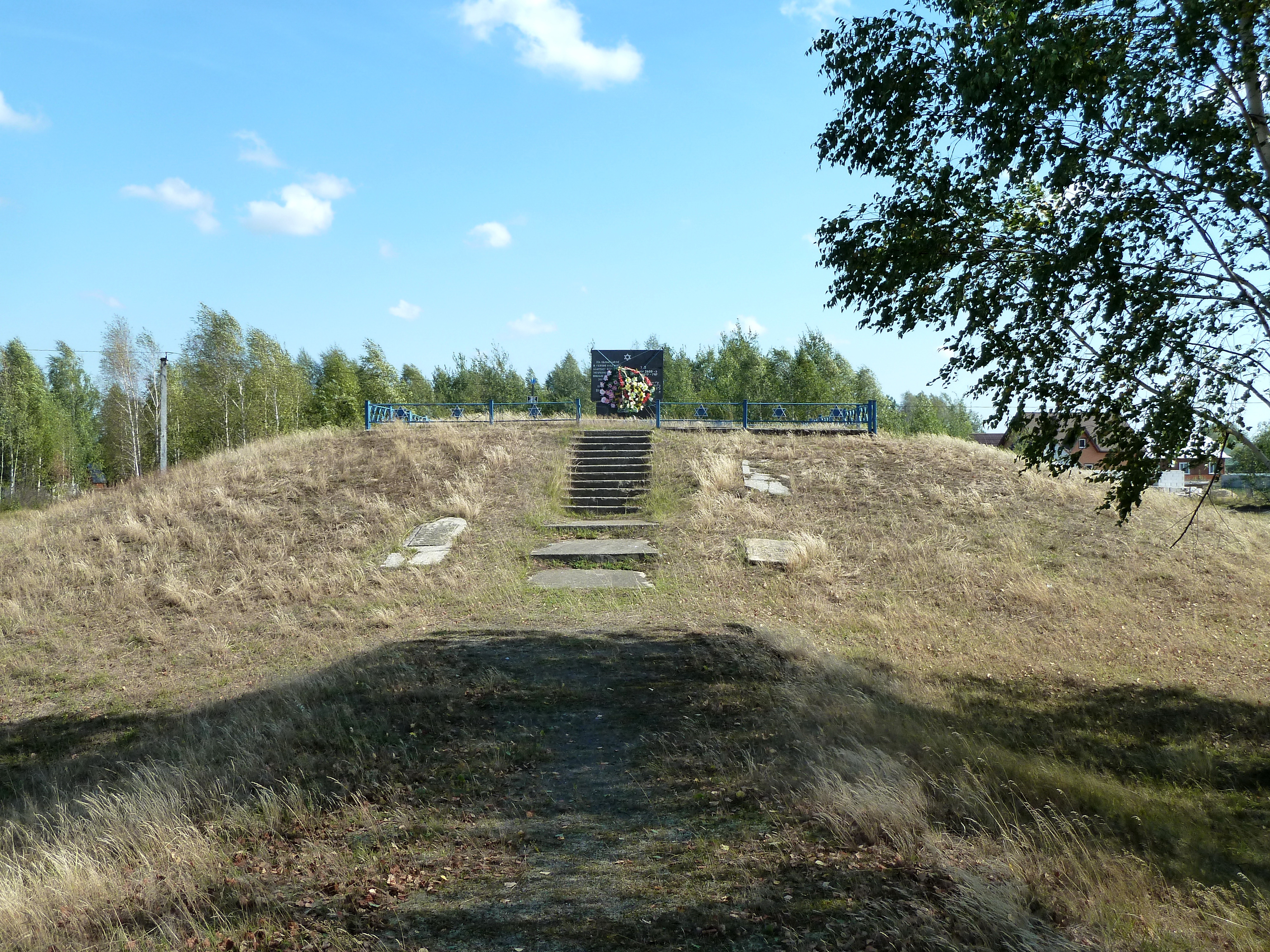
Місце розстрілу  євреїв
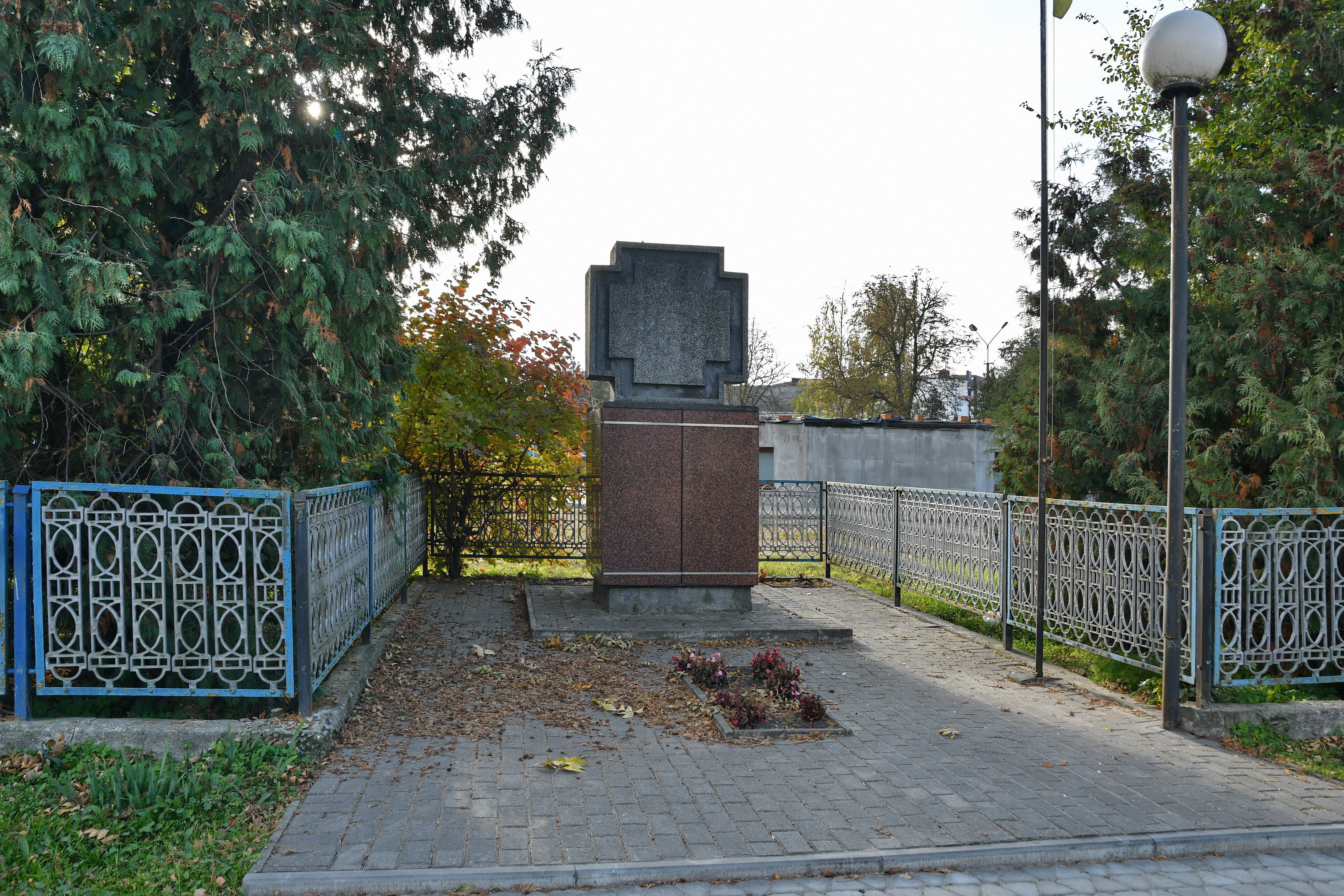
Пам'ятний знак на честь 50-річчя створення УПА

## Цікаві факти про місто
- Андрій Сангушко володів містом у XVI столітті. 1530 року в азартній грі програє Камінь - Каширський в карти і втрачає право власності на нього. Правда через певний час він викуповує місто назад.[4]

## Див також
- Камінькаширський замок